# Halisotoma
Genre
Halisotoma est un genre de collemboles de la famille des Isotomidae.

## Liste des espèces
Selon Checklist of the Collembola of the World (version du 2 septembre 2019) :
- Halisotoma arenicola Fjellberg, 2009
- Halisotoma boneti (Delamare Deboutteville, 1954)
- Halisotoma kainui (Christiansen & Bellinger, 1992)
- Halisotoma marisca (Christiansen & Bellinger, 1988)
- Halisotoma maritima (Tullberg, 1871)
- Halisotoma poseidonis (Bagnall, 1939)
- Halisotoma pritchardi (Womersley, 1936)
- Halisotoma sindentata (Salmon, 1943)

## Publication originale
- Bagnall, 1949 : Contributions toward a knowledge of the Isotomidae (Collembola). VII–XV. Annals & Magazine of Natural History, sér. 12, vol. 2, p. 82–96.